# Christian Gottlieb Broeder
Christian Gottlieb Broeder (* 2. Februar 1745 in Harthau bei Bischofswerda; † 18. Februar 1819 in Beuchte) war ein deutscher Pfarrer und Autor. Er verfasste mehrere Schulbücher für den Lateinunterricht.

## Leben und Wirken
Über die familiäre Herkunft Broeders ist bisher nichts bekannt. Er besuchte die Kreuzschule in Dresden und studierte Theologie an der Universität Leipzig.
Ab 1771 wirkte Broeder als Prediger an der St. Johannis-Kirche in Dessau. 1782 wurde er Pfarrer und 1815 Superintendent in Beuchte.
Broeders zeitgenössische Bedeutung beruht auf seinen Lehrbüchern für den Lateinunterricht. Seine in mehreren Neuauflagen erschienenen Werke zur lateinischen Grammatik und seine lateinisch-deutschen Wörterbücher fanden weite Verbreitung.
Im 19. Jahrhundert wurde Broeder als „verdienter pädagogischer Schriftsteller“ geschätzt, dessen Lehrbücher „seinen Namen, welcher, wie der Buttmann’s zu einem Gattungsbegriff geworden ist, in den weitesten Kreisen bekannt gemacht“ haben. Hervorgehoben wurden die praktische Ausrichtung seiner Werke und die grammatikalischen Anwendungsbeispiele. Broeders Lehrbücher seien fast ein halbes Jahrhundert Grundlage des schulischen Lateinunterrichts gewesen.
Heutzutage wird Broeder als Verfasser einer lateinischen Grammatik gewürdigt, die Ende des 18. Jahrhunderts die damals im Schulunterricht genutzten Grammatiken verdrängte und in der ersten Hälfte des 19. Jahrhunderts weite Verbreitung fand.

## Werke (Auswahl)
- Practische Grammatik der lateinischen Sprache. Leipzig; 1. Auflage 1787 bis 6. Auflage 1806.
- Lectiones Latinae. 1. Auflage 1787 bis 13. Auflage 1819.
- Elementarisches Lesebuch der lateinischen Sprache für die untern Classen. Hannover 1806.
- Die entdeckte Rangordnung der lateinischen Wörter. Hildesheim 1816.
- Uebungen der lateinischen Conjugationen in deutschen Aufsätzen. 1818.